# UBOAT
UBOAT is een computerspel in het genre onderzeeërsimulator dat is ontwikkeld door Deep Water Studio en wordt uitgebracht door PlayWay S.A. De game is geïnspireerd door de mechanica van het spel Fallout Shelter, XCOM en de game is ook geïnspireerd door de film Das Boot. Net als andere onderzeeër-simulatiegames zoals de Silent Hunter-serie, krijgt de speler tijdens de Tweede Wereldoorlog de leiding over een Duitse onderzeeër. 

## De ontwikkeling
De ontwikkeling van het spel begon met een Kickstarter-campagne om de ontwikkeling van het spel te kunnen financieren. Het oorspronkelijke doel van de campagne was om CA$20.000 op te halen om het project te kunnen financieren, maar de campagne wist CA$38.000 op te halen door donaties van 1.511 donateurs. Het team dat de game ontwikkelt, is naar verluidt "een mix van jonge creatieve mensen en oudere mensen bij de ontwikkeling van de game". Oorspronkelijke uitgave was gepland voor 2017. Een bètaversie is echter pas op 14 oktober 2018 vrijgegeven aan Kickstarter-supporters en is sindsdien veel bijgewerkt. Op 2 augustus 2024 kwam de game uit de Beta en werd de volledige game uitgebracht.

## Overzicht
UBOAT geeft spelers de besturing over een Type VII-onderzeeër in het tijdperk van de Tweede Wereldoorlog. De speler heeft niet de leiding over de onderzeeër zelf, maar heeft "de leiding over de bemanning die de onderzeeër moeten besturen" als kapitein van een U-boot. De speler moet proberen het moreel, de discipline en de trauma van de bemanning te beheersen en ervoor zorgen dat de hele bemanning aan het einde van een missie levend terugkeert. De bemanning bestaat ook uit veel verschillende individuen die elk hun eigen verhalen en persoonlijkheden hebben. Volgens de website Rock, Paper, Shotgun: "Alles is tot in de kleinste details nagebootst om ervoor te zorgen dat de Tweede Wereldoorlog-liefhebbers krijgen wat ze willen. Er worden ook realistische en moderne graphics beloofd." De ontwikkelaars van het spel hebben ook een precies en historisch correct interieur van het schip nagemaakt om de gameplay verder te verbeteren en de speler de mogelijkheid te geven om zelf de controle over bepaalde taken op het schip te nemen en te besturen, zoals torpedo's op vijanden af te vuren, radio's te gebruiken en de onderzeeër te besturen.

## Release
UBOAT werd als eerst uitgebracht op 30 april 2019 in early access voor het publiek. Sommige Kickstarter-bijdragers die de game eerder hadden ontvangen tijdens bèta- en alfatests, die eerst niets mochten plaatsen, mochten sindsdien wel video's en media van de game plaatsen.

## Recensies
De recensies van het spel zijn over het algemeen redelijk positief. Schrijver van de site Polygon Charlie Hall schreef dat "er een briljante ervaring staat de wachten". Hij prees de moeite die de ontwikkelaars hadden gestoken in het maken van een authentieke echte ervaring, maar zei bezorgd te zijn over hoe vroeg toegang tot de vroege release was en dat de game heel slecht kon worden gespeeld vanwege vele bugs.